# Skerryvore

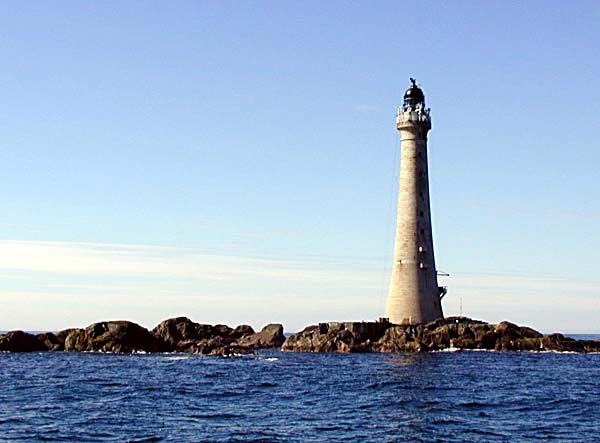
Skerryvores fyrtorn.

Skerryvore är en klippa omgiven av mycket farliga rev belägen i Atlanten på Skottlands västra kust, sydöst om ön Tiree. Namnet kommer från gaeliskans An Sgeir Mhòr, vilket betyder Det stora revet. Ön har även gett namn åt det fyrtorn som med stort besvär byggdes här mellan 1838 och 1844 efter ritningar av Alan Stevenson. Man fick under flera år frakta granitblock från Tiree ut till revet, då vädret tillät. Tornet är 48 meter högt och därmed den högsta skotska fyren. Det är mycket likt fyrtornet på klippan Dubh Artach sydöst om Skerryvore.
Fyren tändes i februari 1844 och kom sedan att lysa i 110 år. 1954 utbröt en förödande eldsvåda i fyren, och man kunde inte reparera den helt förrän 1959 då den återtändes. 1972 byggdes en helikopterplatta på fyren så man kunde slippa de mycket besvärliga och farliga båttilläggningarna. Fyren blev helt automatisk 1994 och fjärrstyrs sedan dess från fyrplatsen Ardnamurchan.